# Малка Поляна
Ма́лка Поля́на (болг. Малка поляна) — село в Бургаській області Болгарії. Входить до складу громади Айтос.

## Населення
За даними перепису населення 2011 року у селі проживали 425 осіб.
Національний склад населення села:
| Національність   | Кількість осіб | Відсоток |
| ---------------- | -------------- | -------- |
| турки            | 410            | 97,2%    |
| болгари          | 9              | 2,1%     |
| інша             | 0              | 0%       |
| Всього відповіли | 422            |          |

Розподіл населення за віком у 2011 році:
Динаміка населення: